# Xã Judson, Quận Blue Earth, Minnesota
Xã Judson (tiếng Anh: Judson Township) là một xã thuộc quận Blue Earth, tiểu bang Minnesota, Hoa Kỳ. Năm 2010, dân số của xã này là 554 người.